# Athous cavifrons
Athous cavifrons là một loài bọ cánh cứng trong họ Elateridae. Loài này được L. Redtenbacher miêu tả khoa học năm 1858.